# Llista de monuments del districte de Lodeva
Llista de monuments del districte de Lodeva (Erau) registrats com a monuments històrics, bé catalogats d'interès nacional (classé) o bé inventariats d'interès regional (inscrit).
| Monument                                                               | Prot. | Època                        | Localització                                            | Coordenades                                                          | Codi?      | Imatge |
| ---------------------------------------------------------------------- | ----- | ---------------------------- | ------------------------------------------------------- | -------------------------------------------------------------------- | ---------- | --- |
| Antiga abadia benedictina Sant Benet i l'antic penitenciari            | Cat.  | Segles XVII-XVIII            | Aniana le Village                                       | 43° 41′ 01″ N, 3° 35′ 22″ E / 43.68361°N,3.58944°E                   | PA34000025 | Antiga abadia benedictina Sant Benet i l'antic penitenciari · Vegeu més fotos d'aquest monument · Carregueu una nova foto d'aquest monument            |
| Pont du Diable sobre l'Erau                                            | Cat.  | Segles XI-XIII               | Aniana i Sant Joan de Fòrcs                             | 43° 42′ 27″ N, 3° 33′ 27″ E / 43.7075°N,3.5575°E                     | PA00103356 | Pont du Diable sobre l'Erau · Vegeu més fotos d'aquest monument · Carregueu una nova foto d'aquest monument                                            |
| Ajuntament                                                             | Inv.  | Segle XVIII                  | Aniana                                                  | 43° 41′ 04″ N, 3° 35′ 12″ E / 43.6845°N,3.5867°E                     | PA00103355 | Ajuntament · Carregueu una nova foto d'aquest monument                                                                                                 |
| Església parroquial Saint-Sauveur                                      | Cat.  | Segle XVII                   | Aniana                                                  | 43° 41′ 04″ N, 3° 35′ 10″ E / 43.6844°N,3.5861°E                     | PA00103354 | Església parroquial Saint-Sauveur · Vegeu més fotos d'aquest monument · Carregueu una nova foto d'aquest monument                                      |
| Capella dels Pénitents, antiga església parroquial Saint-Jean-Baptiste | Inv.  | Segles XI-XII                | Aniana                                                  | 43° 41′ 04″ N, 3° 35′ 09″ E / 43.684466°N,3.585926°E                 | PA00103353 | Capella dels Pénitents, antiga església parroquial Saint-Jean-Baptiste · Vegeu més fotos d'aquest monument · Carregueu una nova foto d'aquest monument |
| Castell                                                                | Inv.  | Segle XVII                   | Arboraç                                                 | 43° 42′ 42″ N, 3° 29′ 08″ E / 43.7117°N,3.4856°E                     | PA00103764 | Carregueu una nova foto d'aquest monument |
| Església                                                               | Cat.  | Segles XIII-XIV              | Argelièrs                                               | 43° 41′ 50″ N, 3° 40′ 26″ E / 43.697322°N,3.673942°E                 | PA00103358 | Església · Vegeu més fotos d'aquest monument · Carregueu una nova foto d'aquest monument                                                               |
| Vestigis de l'antiga Capella                                           | Cat.  | Segle VII; Alta Edat Mitjana | Argelièrs Roc de Pampelune                              | 43° 41′ 50″ N, 3° 43′ 15″ E / 43.697278°N,3.720768°E                 | PA00103357 | Carregueu una nova foto d'aquest monument |
| Església Saint-Julien                                                  | Inv.  | Segles XIII-XV               | Aspiran                                                 | 43° 33′ 57″ N, 3° 27′ 00″ E / 43.5659°N,3.45°E                       | PA00103359 | Església Saint-Julien · Vegeu més fotos d'aquest monument · Carregueu una nova foto d'aquest monument                                                  |
| Conjunt medieval du Castellas                                          | Cat.  | Segles XI-XII                | Aumelàs                                                 | 43° 36′ 14″ N, 3° 35′ 57″ E / 43.603889°N,3.599167°E                 | PA00103363 | Conjunt medieval du Castellas · Vegeu més fotos d'aquest monument · Carregueu una nova foto d'aquest monument                                          |
| Capella Saint-Martin-du-Cardonnet                                      | Cat.  | Segle XII                    | Aumelàs                                                 | 43° 34′ 38″ N, 3° 38′ 35″ E / 43.57730°N,3.64305°E                   | PA00103362 | Capella Saint-Martin-du-Cardonnet · Vegeu més fotos d'aquest monument · Carregueu una nova foto d'aquest monument                                      |
| Castell de Cazilhac                                                    | Inv.  | Segles XIII-XIV              | Lo Bosquet d'Òrb                                        | 43° 41′ 37″ N, 3° 10′ 02″ E / 43.6936°N,3.1672°E                     | PA00103396 | Castell de Cazilhac · Vegeu més fotos d'aquest monument · Carregueu una nova foto d'aquest monument                                                    |
| Pont de Saint-Etienne d'Issensac                                       | Cat.  | Segle XIV                    | Briçac                                                  | 43° 50′ 37″ N, 3° 42′ 01″ E / 43.843474°N,3.700365°E                 | PA00103399 | Pont de Saint-Etienne d'Issensac · Vegeu més fotos d'aquest monument · Carregueu una nova foto d'aquest monument                                       |
| Església                                                               | Cat.  | Segles XI-XII                | Briçac                                                  | 43° 52′ 40″ N, 3° 42′ 08″ E / 43.8778°N,3.7021°E                     | PA00103398 | Església · Carregueu una nova foto d'aquest monument                                                                                                   |
| Capella Saint-Étienne d'Issensac                                       | Cat.  | Segle XII                    | Briçac                                                  | 43° 50′ 36″ N, 3° 42′ 03″ E / 43.843326°N,3.700826°E                 | PA00103397 | Capella Saint-Étienne d'Issensac · Vegeu més fotos d'aquest monument · Carregueu una nova foto d'aquest monument                                       |
| Sínia                                                                  | Cat.  | Segle xix                    | Casilhac Chemin des Meuses                              | 43° 55′ 27″ N, 3° 42′ 28″ E / 43.9243°N,3.7078°E                     | PA00103419 | Carregueu una nova foto d'aquest monument |
| Església de Rocosèls                                                   | Inv.  | Segles XII-XIII              | Selha e Rocosèls Rocosèls                               | 43° 48′ 54″ N, 3° 05′ 12″ E / 43.8149°N,3.0866°E                     | PA00103426 | Església de Rocosèls · Vegeu més fotos d'aquest monument · Carregueu una nova foto d'aquest monument                                                   |
| Església parroquial de Selha                                           | Inv.  | Segles XII-XIV               | Selha e Rocosèls                                        | 43° 48′ 11″ N, 3° 06′ 41″ E / 43.8031°N,3.1115°E                     | PA00103425 | Església parroquial de Selha · Vegeu més fotos d'aquest monument · Carregueu una nova foto d'aquest monument                                           |
| Antiga ermita Saint-Pierre i torre de Leneyrac                         | Inv.  | Edat mitjana                 | Seiraç                                                  | 43° 39′ 19″ N, 3° 26′ 37″ E / 43.655201°N,3.443739°E                 | PA34000019 | Antiga ermita Saint-Pierre i torre de Leneyrac · Vegeu més fotos d'aquest monument · Carregueu una nova foto d'aquest monument                         |
| Capella Notre-Dame d'Hortus                                            | Inv.  | Segle XV                     | Seiraç                                                  | 43° 38′ 35″ N, 3° 28′ 08″ E / 43.64302°N,3.4688°E                    | PA00103433 | Capella Notre-Dame d'Hortus · Vegeu més fotos d'aquest monument · Carregueu una nova foto d'aquest monument                                            |
| Maison Brives                                                          | Inv.  | Segle XVII                   | Clarmont d'Erau Ile-Fontaine-Ville                      | 43° 37′ 43″ N, 3° 25′ 49″ E / 43.6287°N,3.4302°E                     | PA00103441 | Carregueu una nova foto d'aquest monument |
| Casa                                                                   | Inv.  | Segle XVIII                  | Clarmont d'Erau place Commandant-Paul-Demarne           | 43° 37′ 38″ N, 3° 25′ 48″ E / 43.6273073°N,3.430108300000029°E       | PA00103442 | Carregueu una nova foto d'aquest monument |
| Monument aux morts                                                     | Cat.  | Segle XX                     | Clarmont d'Erau place Jean-Jaurès                       | 43° 37′ 35″ N, 3° 26′ 09″ E / 43.62635°N,3.43572°E                   | PA34000032 | Carregueu una nova foto d'aquest monument |
| Granja Verny o granja Basse                                            | Inv.  | Segle XVIII                  | Clarmont d'Erau                                         | 43° 36′ 03″ N, 3° 27′ 53″ E / 43.6007°N,3.4646°E                     | PA34000065 | Carregueu una nova foto d'aquest monument |
| Antiga capella del convent des Récollets, capella de l'hospital        | Inv.  | Segles XIV-XVII              | Clarmont d'Erau                                         | 43° 37′ 44″ N, 3° 26′ 14″ E / 43.628795°N,3.437302°E                 | PA34000064 | Carregueu una nova foto d'aquest monument |
| Església Saint-Paul                                                    | Cat.  | Segle XIII                   | Clarmont d'Erau                                         | 43° 37′ 37″ N, 3° 25′ 51″ E / 43.62702°N,3.4307°E                    | PA00103440 | Església Saint-Paul · Vegeu més fotos d'aquest monument · Carregueu una nova foto d'aquest monument                                                    |
| Antic convent Notre-Dame de Gorjan                                     | Inv.  | Segles XVI-XVII              | Clarmont d'Erau Rue du Portail Naou                     | 43° 37′ 45″ N, 3° 25′ 47″ E / 43.6293°N,3.4297°E                     | PA00103439 | Antic convent Notre-Dame de Gorjan · Vegeu més fotos d'aquest monument · Carregueu una nova foto d'aquest monument                                     |
| Restes del castell                                                     | Inv.  |                              | Clarmont d'Erau                                         | 43° 37′ 47″ N, 3° 25′ 40″ E / 43.629694°N,3.427806°E                 | PA00103438 | Restes del castell · Vegeu més fotos d'aquest monument · Carregueu una nova foto d'aquest monument                                                     |
| Antiga capella dels Pénitents                                          | Inv.  | Segle XIV                    | Clarmont d'Erau                                         | 43° 37′ 34″ N, 3° 25′ 53″ E / 43.625982°N,3.431527°E                 | PA00103437 | Antiga capella dels Pénitents · Vegeu més fotos d'aquest monument · Carregueu una nova foto d'aquest monument                                          |
| Capella Notre-Dame du Peyrou                                           | Cat.  | Segles XIII-XIV              | Clarmont d'Erau                                         | 43° 37′ 10″ N, 3° 24′ 39″ E / 43.6194°N,3.4108°E                     | PA00103436 | Capella Notre-Dame du Peyrou · Vegeu més fotos d'aquest monument · Carregueu una nova foto d'aquest monument                                           |
| Creu                                                                   | Cat.  | Segle XVII                   | Lo Cròs les Sotchs                                      | 43° 52′ 15″ N, 3° 21′ 50″ E / 43.8708°N,3.3639°E                     | PA00103445 | Carregueu una nova foto d'aquest monument |
| Església parroquial Saint-Etienne de Dian                              | Inv.  | Segle XII                    | Dian e Valquièiras                                      | 43° 40′ 09″ N, 3° 12′ 44″ E / 43.6693°N,3.2123°E                     | PA34000016 | Església parroquial Saint-Etienne de Dian · Carregueu una nova foto d'aquest monument                                                                  |
| Església parroquial Saint-André de Valquièiras                         | Inv.  | Segle XIII                   | Dian e Valquièiras                                      | 43° 40′ 02″ N, 3° 14′ 04″ E / 43.6672°N,3.2344°E                     | PA34000015 | Església parroquial Saint-André de Valquièiras · Vegeu més fotos d'aquest monument · Carregueu una nova foto d'aquest monument                         |
| Restes del castell de Dian                                             | Cat.  | Segles XI-XII                | Dian e Valquièiras                                      | 43° 40′ 03″ N, 3° 12′ 40″ E / 43.66744°N,3.21112°E                   | PA00103447 | Restes del castell de Dian · Vegeu més fotos d'aquest monument · Carregueu una nova foto d'aquest monument                                             |
| Castell                                                                | Inv.  | Segle XII                    | Fosièiras                                               | 43° 45′ 09″ N, 3° 21′ 28″ E / 43.7525°N,3.3578°E                     | PA00103453 | Castell · Vegeu més fotos d'aquest monument · Carregueu una nova foto d'aquest monument                                                                |
| Hôtel de Laurès                                                        | Inv.  | Segle XVII                   | Ginhac Grand'Rue 44; place du Général-Claparède         | 43° 39′ 08″ N, 3° 33′ 00″ E / 43.65235586361101°N,3.55008602142334°E | PA00132611 | Carregueu una nova foto d'aquest monument |
| Mas de Rieussec o de Granier                                           | Inv.  | Segle XVIII                  | Ginhac                                                  | 43° 39′ 28″ N, 3° 33′ 50″ E / 43.6577°N,3.564°E                      | PA34000071 | Carregueu una nova foto d'aquest monument |
| Lloc del Castellas                                                     | Inv.  | Edat mitjana                 | Ginhac                                                  | 43° 39′ 03″ N, 3° 33′ 03″ E / 43.6508°N,3.5507°E                     | PA34000020 | Lloc del Castellas · Vegeu més fotos d'aquest monument · Carregueu una nova foto d'aquest monument                                                     |
| Pont sobre l'Erau                                                      | Inv.  | Segle XVIII                  | Ginhac                                                  | 43° 39′ 13″ N, 3° 32′ 09″ E / 43.65365°N,3.5357°E                    | PA00103463 | Pont sobre l'Erau · Vegeu més fotos d'aquest monument · Carregueu una nova foto d'aquest monument                                                      |
| Hospici                                                                | Inv.  | Segle XVII                   | Ginhac                                                  | 43° 39′ 09″ N, 3° 33′ 04″ E / 43.652465°N,3.550993°E                 | PA00103462 | Carregueu una nova foto d'aquest monument |
| Església Saint-Pierre                                                  | Inv.  | Segle XVIII                  | Ginhac                                                  | 43° 39′ 08″ N, 3° 33′ 08″ E / 43.6522°N,3.5523°E                     | PA00103461 | Església Saint-Pierre · Vegeu més fotos d'aquest monument · Carregueu una nova foto d'aquest monument                                                  |
| Església Notre-Dame-de-Grâce                                           | Cat.  | Segle XVII                   | Ginhac                                                  | 43° 38′ 53″ N, 3° 33′ 18″ E / 43.6481°N,3.5551°E                     | PA00103460 | Església Notre-Dame-de-Grâce · Vegeu més fotos d'aquest monument · Carregueu una nova foto d'aquest monument                                           |
| Camí de la creu de Notre-Dame-de-Grâce                                 | Inv.  | Segle XVII                   | Ginhac                                                  | 43° 38′ 53″ N, 3° 33′ 18″ E / 43.6481°N,3.5551°E                     | PA00103459 | Camí de la creu de Notre-Dame-de-Grâce · Vegeu més fotos d'aquest monument · Carregueu una nova foto d'aquest monument                                 |
| Antiga abadia                                                          | Inv.  |                              | Jaucèls                                                 | 43° 44′ 14″ N, 3° 11′ 38″ E / 43.737323°N,3.193928°E                 | PA00103465 | Antiga abadia · Carregueu una nova foto d'aquest monument                                                                                              |
| Castell                                                                | Inv.  | Segle XVII                   | Jonquièiras                                             | 43° 40′ 34″ N, 3° 28′ 34″ E / 43.6761°N,3.476°E                      | PA00103466 | Carregueu una nova foto d'aquest monument |
| Gruta de la Vache                                                      | Inv.  | Paleolític                   | La Ròca                                                 | 43° 55′ 02″ N, 3° 43′ 59″ E / 43.9173°N,3.733°E                      | PA00103763 | Gruta de la Vache · Vegeu més fotos d'aquest monument · Carregueu una nova foto d'aquest monument                                                      |
| Antiga fàbrica de calç                                                 | Inv.  | Segle xix                    | La Ròca                                                 | 43° 55′ 38″ N, 3° 43′ 35″ E / 43.9272°N,3.7265°E                     | PA00103470 | Antiga fàbrica de calç · Carregueu una nova foto d'aquest monument                                                                                     |
| Castell                                                                | Inv.  | Segles XI-XII                | La Ròca                                                 | 43° 55′ 25″ N, 3° 43′ 31″ E / 43.9236°N,3.7253°E                     | PA00103469 | Castell · Carregueu una nova foto d'aquest monument |
| Castell                                                                | Inv.  | Segle XVII                   | La Valeta                                               | 43° 41′ 30″ N, 3° 16′ 20″ E / 43.691685°N,3.272217°E                 | PA00103472 | Carregueu una nova foto d'aquest monument |
| Casa                                                                   | Inv.  | Segle XVIII                  | Lodeva 5 place Alsace-Lorraine                          | 43° 43′ 57″ N, 3° 19′ 08″ E / 43.7324934°N,3.318857699999967°E       | PA00103485 | Casa · Vegeu més fotos d'aquest monument · Carregueu una nova foto d'aquest monument                                                                   |
| Museu Dardé Hôtel de Fleury                                            | Inv.  | Segle XVII                   | Lodeva 13 rue du Cardinal-de-Fleury                     | 43° 43′ 54″ N, 3° 19′ 12″ E / 43.7318°N,3.3199°E                     | PA00103483 | Museu Dardé Hôtel de Fleury · Vegeu més fotos d'aquest monument · Carregueu una nova foto d'aquest monument                                            |
| Casa                                                                   | Inv.  | Segle XVII                   | Lodeva 22 rue du Cardinal-de-Fleury                     | 43° 39′ 45″ N, 3° 27′ 30″ E / 43.6626109°N,3.458377799999994°E       | PA00103486 | Casa · Carregueu una nova foto d'aquest monument |
| Hôtel de Benoît de la Prunarède                                        | Inv.  | Segle XVIII                  | Lodeva 28 rue du Cardinal-de-Fleury                     | 43° 39′ 46″ N, 3° 27′ 27″ E / 43.662773°N,3.457458°E                 | PA00103482 | Hôtel de Benoît de la Prunarède · Carregueu una nova foto d'aquest monument                                                                            |
| Antic hôtel Albouy                                                     | Inv.  | Segle XVIII                  | Lodeva 4 rue Cavalerie                                  | 43° 43′ 52″ N, 3° 19′ 11″ E / 43.730986°N,3.319712°E                 | PA00103481 | Antic hôtel Albouy · Vegeu més fotos d'aquest monument · Carregueu una nova foto d'aquest monument                                                     |
| Casa                                                                   | Inv.  | Segle XVIII                  | Lodeva Grande-Rue 6                                     | 43° 43′ 52″ N, 3° 19′ 15″ E / 43.731032°N,3.320889°E                 | PA00103487 | Casa · Vegeu més fotos d'aquest monument · Carregueu una nova foto d'aquest monument                                                                   |
| Casa                                                                   | Cat.  | Segle xix                    | Lodeva place de l'Hôtel-de-Ville                        | 43° 43′ 56″ N, 3° 19′ 04″ E / 43.732205°N,3.317892°E                 | PA00103488 | Casa · Vegeu més fotos d'aquest monument · Carregueu una nova foto d'aquest monument                                                                   |
| Hôtel de Salze                                                         | Inv.  | Segle XVIII                  | Lodeva place du Marché                                  | 43° 43′ 50″ N, 3° 19′ 16″ E / 43.730491°N,3.321154°E                 | PA00103484 | Hôtel de Salze · Vegeu més fotos d'aquest monument · Carregueu una nova foto d'aquest monument                                                         |
| Monument als morts                                                     | Cat.  | Segle XX                     | Lodeva allées de la Résistance                          | 43° 43′ 58″ N, 3° 19′ 01″ E / 43.732856°N,3.316902°E                 | PA34000033 | Vegeu més fotos d'aquest monument · Carregueu una nova foto d'aquest monument                                                                          |
| Llotja                                                                 | Inv.  |                              | Lodeva                                                  | 43° 43′ 50″ N, 3° 19′ 16″ E / 43.7305°N,3.3212°E                     | PA00132612 | Llotja · Carregueu una nova foto d'aquest monument |
| Pont de Montifort                                                      | Inv.  |                              | Lodeva                                                  | 43° 43′ 48″ N, 3° 19′ 03″ E / 43.730127°N,3.317506°E                 | PA00103490 | Pont de Montifort · Vegeu més fotos d'aquest monument · Carregueu una nova foto d'aquest monument                                                      |
| Antic mausoleu romà                                                    | Cat.  | Antiguitat                   | Lodeva Saint-Martin                                     | 43° 43′ 58″ N, 3° 17′ 41″ E / 43.73272°N,3.294842°E                  | PA00103489 | Carregueu una nova foto d'aquest monument |
| Gruta tancada                                                          | Cat.  | Paleolític                   | Lodeva Treviols                                         | 43° 42′ 24″ N, 3° 19′ 41″ E / 43.7067°N,3.328°E                      | PA00103480 | Carregueu una nova foto d'aquest monument |
| Antic conjunt episcopal                                                | Inv.  | Segles XVII-XVIII            | Lodeva                                                  | 43° 43′ 57″ N, 3° 19′ 02″ E / 43.7325°N,3.3173°E                     | PA00103479 | Antic conjunt episcopal · Vegeu més fotos d'aquest monument · Carregueu una nova foto d'aquest monument                                                |
| Antiga catedral, actual església parroquial Saint-Fulcran              | Cat.  | Segle XIII                   | Lodeva                                                  | 43° 43′ 55″ N, 3° 19′ 02″ E / 43.731944°N,3.317222°E                 | PA00103478 | Antiga catedral, actual església parroquial Saint-Fulcran · Vegeu més fotos d'aquest monument · Carregueu una nova foto d'aquest monument              |
| Capella Notre-Dame de Nize                                             | Inv.  | Segle xix                    | Lunaç                                                   | 43° 42′ 37″ N, 3° 13′ 29″ E / 43.710224°N,3.224597°E                 | PA34000028 | Capella Notre-Dame de Nize · Vegeu més fotos d'aquest monument · Carregueu una nova foto d'aquest monument                                             |
| Església parroquial Saint-Pancrace                                     | Inv.  | Segle xix                    | Lunaç                                                   | 43° 42′ 26″ N, 3° 11′ 40″ E / 43.707171°N,3.194567°E                 | PA34000027 | Església parroquial Saint-Pancrace · Vegeu més fotos d'aquest monument · Carregueu una nova foto d'aquest monument                                     |
| Antiga capella Saint-Georges                                           | Cat.  | Segle X                      | Lunaç                                                   | 43° 42′ 21″ N, 3° 11′ 54″ E / 43.705938°N,3.198361°E                 | PA00103495 | Antiga capella Saint-Georges · Vegeu més fotos d'aquest monument · Carregueu una nova foto d'aquest monument                                           |
| Església parroquial Saint-Gérard                                       | Inv.  | Segles XVI-XVII              | Lo Castèl                                               | 43° 46′ 56″ N, 3° 45′ 08″ E / 43.7821°N,3.7522°E                     | PA00103502 | Església parroquial Saint-Gérard · Vegeu més fotos d'aquest monument · Carregueu una nova foto d'aquest monument                                       |
| Antiga església Notre-Dame du Fort                                     | Inv.  | Segle XI                     | Montarnaud                                              | 43° 38′ 56″ N, 3° 41′ 45″ E / 43.64875°N,3.6958°E                    | PA00103780 | Antiga església Notre-Dame du Fort · Vegeu més fotos d'aquest monument · Carregueu una nova foto d'aquest monument                                     |
| Casa                                                                   | Cat.  | Segle XVII                   | Mont Peirós rue de la Dysse                             | 43° 41′ 43″ N, 3° 30′ 21″ E / 43.6953°N,3.5059°E                     | PA00103611 | Carregueu una nova foto d'aquest monument |
| Ruïnes de l'antiga església Saint-Pierre                               | Inv.  | Segles XII-XV                | Merifonts                                               | 43° 38′ 01″ N, 3° 17′ 06″ E / 43.6337°N,3.2851°E                     | PA00103506 | Ruïnes de l'antiga església Saint-Pierre · Vegeu més fotos d'aquest monument · Carregueu una nova foto d'aquest monument                               |
| Església                                                               | Inv.  | Segle XII                    | Londras Place de l'Église                               | 43° 49′ 33″ N, 3° 46′ 39″ E / 43.8258°N,3.7775°E                     | PA00103620 | Església · Modifica el valor a Wikidata · Carregueu una nova foto d'aquest monument                                                                    |
| Castell de Londres                                                     | Inv.  | Segles XVI-XVII              | Londras Place de l'Église                               | 43° 49′ 32″ N, 3° 46′ 38″ E / 43.8256°N,3.7771°E                     | PA00103619 | Carregueu una nova foto d'aquest monument |
| Capella Notre-Dame de Roubignac                                        | Cat.  |                              | Auton                                                   | 43° 40′ 16″ N, 3° 16′ 46″ E / 43.67100°N,3.27949°E                   | PA00103623 | Capella Notre-Dame de Roubignac · Vegeu més fotos d'aquest monument · Carregueu una nova foto d'aquest monument                                        |
| Ruïnes del castell de Lauzières                                        | Inv.  | Segles XII-XIV               | Auton                                                   | 43° 39′ 41″ N, 3° 17′ 36″ E / 43.661399°N,3.293289°E                 | PA00103622 | Carregueu una nova foto d'aquest monument |
| Conjunt de dòlmens de Toucou                                           | Cat.  |                              | Auton                                                   | 43° 40′ 20″ N, 3° 17′ 58″ E / 43.6721°N,3.2994°E                     | PA00103621 | Carregueu una nova foto d'aquest monument |
| Església Notre-Dame des Vertus                                         | Cat.  | Segles XII-XIII              | Paulhan                                                 | 43° 32′ 40″ N, 3° 27′ 39″ E / 43.544438°N,3.460779°E                 | PA00103629 | Església Notre-Dame des Vertus · Vegeu més fotos d'aquest monument · Carregueu una nova foto d'aquest monument                                         |
| Església parroquial Sainte-Catherine d'Alexandrie                      | Inv.  | Segles XIII-XIV              | Lo Poget                                                | 43° 35′ 32″ N, 3° 31′ 32″ E / 43.592227°N,3.525595°E                 | PA00103669 | Església parroquial Sainte-Catherine d'Alexandrie · Vegeu més fotos d'aquest monument · Carregueu una nova foto d'aquest monument                      |
| Església Saint-Jacques                                                 | Inv.  | Segles XII-XIV               | Lo Poget                                                | 43° 35′ 33″ N, 3° 31′ 23″ E / 43.592413°N,3.523162°E                 | PA00103668 | Església Saint-Jacques · Vegeu més fotos d'aquest monument · Carregueu una nova foto d'aquest monument                                                 |
| Creu de terme                                                          | Inv.  | Segle XIII                   | Lo Puòg                                                 | 43° 43′ 54″ N, 3° 19′ 02″ E / 43.73164°N,3.31734°E                   | PA00103674 | Creu de terme · Vegeu més fotos d'aquest monument · Carregueu una nova foto d'aquest monument                                                          |
| Castell                                                                | Inv.  | Segles XVII-XVIII            | Puòglatgièr Rue des Remparts                            | 43° 34′ 05″ N, 3° 30′ 24″ E / 43.568°N,3.5068°E                      | PA00103676 | Castell · Carregueu una nova foto d'aquest monument |
| Església Saint-Sylvestre de Montcalmès                                 | Cat.  |                              | Pig-abon                                                | 43° 42′ 52″ N, 3° 35′ 34″ E / 43.714582°N,3.592671°E                 | PA00103675 | Església Saint-Sylvestre de Montcalmès · Vegeu més fotos d'aquest monument · Carregueu una nova foto d'aquest monument                                 |
| Castell                                                                | Cat.  | Segles XII-XVII              | Pegairòlas de l'Escaleta Rue de l'Église                | 43° 48′ 11″ N, 3° 19′ 21″ E / 43.803°N,3.3226°E                      | PA00103630 | Castell · Vegeu més fotos d'aquest monument · Carregueu una nova foto d'aquest monument                                                                |
| Dolmen de Lamalou                                                      | Cat.  |                              | Lo Roet                                                 | 43° 49′ 27″ N, 3° 47′ 59″ E / 43.8242°N,3.7996°E                     | PA00103682 | Dolmen de Lamalou · Vegeu més fotos d'aquest monument · Carregueu una nova foto d'aquest monument                                                      |
| Restes del castell de la Roquette                                      | Inv.  | Edat mitjana                 | Lo Roet                                                 | 43° 47′ 34″ N, 3° 49′ 09″ E / 43.79291°N,3.819246°E                  | PA00103681 | Restes del castell de la Roquette · Vegeu més fotos d'aquest monument · Carregueu una nova foto d'aquest monument                                      |
| Església                                                               | Inv.  | Segle XII                    | Sant Andrieu de Buòja                                   | 43° 50′ 52″ N, 3° 39′ 46″ E / 43.847895°N,3.66275°E                  | PA00103686 | Església · Vegeu més fotos d'aquest monument · Carregueu una nova foto d'aquest monument                                                               |
| Castell                                                                | Inv.  |                              | Sent Bausèli                                            | 43° 53′ 41″ N, 3° 44′ 11″ E / 43.894595°N,3.736526°E                 | PA34000077 | Carregueu una nova foto d'aquest monument |
| Torre des Prisons                                                      | Inv.  | Segle XII                    | Sant Guilhèm dau Desèrt                                 | 43° 44′ 02″ N, 3° 33′ 08″ E / 43.7339°N,3.5521°E                     | PA00103694 | Torre des Prisons · Carregueu una nova foto d'aquest monument                                                                                          |
| Antic molí de l'abadia                                                 | Inv.  | Segle XII                    | Sant Guilhèm dau Desèrt RD 4                            | 43° 43′ 36″ N, 3° 33′ 02″ E / 43.7267°N,3.5506°E                     | PA00103693 | Antic molí de l'abadia · Modifica el valor a Wikidata · Carregueu una nova foto d'aquest monument                                                      |
| Casa del segle XII                                                     | Inv.  | Segle XII                    | Sant Guilhèm dau Desèrt prop de l'església              | 43° 44′ 03″ N, 3° 32′ 59″ E / 43.7341°N,3.5497°E                     | PA00103692 | Casa del segle XII · Vegeu més fotos d'aquest monument · Carregueu una nova foto d'aquest monument                                                     |
| Restes de l'església Saint-Laurent                                     | Inv.  | Segle XII                    | Sant Guilhèm dau Desèrt                                 | 43° 44′ 00″ N, 3° 33′ 14″ E / 43.733368°N,3.553753°E                 | PA00103691 | Restes de l'església Saint-Laurent · Vegeu més fotos d'aquest monument · Carregueu una nova foto d'aquest monument                                     |
| Antiga abadia de Gellone                                               | Inv.  | Segles XI-XII                | Sant Guilhèm dau Desèrt                                 | 43° 44′ 01″ N, 3° 32′ 56″ E / 43.73361°N,3.54889°E                   | PA00103690 | Antiga abadia de Gellone · Vegeu més fotos d'aquest monument · Carregueu una nova foto d'aquest monument                                               |
| Església parroquial                                                    | Cat.  | Segles XII-XVII              | Sant Joan de Buòja                                      | 43° 49′ 41″ N, 3° 36′ 59″ E / 43.828037°N,3.616492°E                 | PA00103695 | Església parroquial · Vegeu més fotos d'aquest monument · Carregueu una nova foto d'aquest monument                                                    |
| Antiga ceràmica Albe - Sabadel                                         | Inv.  | Segle xix                    | Sant Joan de Fòrcs 6 avenue du Monument                 | 43° 42′ 08″ N, 3° 33′ 05″ E / 43.7023°N,3.5514°E                     | PA34000053 | Carregueu una nova foto d'aquest monument |
| Església, excepte les capelles laterals                                | Inv.  | Segle XII                    | Sant Joan de la Blaquièira                              | 43° 42′ 55″ N, 3° 25′ 24″ E / 43.7152°N,3.4233°E                     | PA00103698 | Carregueu una nova foto d'aquest monument |
| Edifici                                                                | Inv.  | Segle XVII                   | Sant Martin de Londras place de l'Église                | 43° 47′ 29″ N, 3° 43′ 53″ E / 43.7915°N,3.7313°E                     | PA00103702 | Edifici · Carregueu una nova foto d'aquest monument |
| Església                                                               | Cat.  | Segle XII                    | Sant Martin de Londras                                  | 43° 47′ 29″ N, 3° 43′ 52″ E / 43.79139°N,3.73111°E                   | PA00103701 | Església · Vegeu més fotos d'aquest monument · Carregueu una nova foto d'aquest monument                                                               |
| Creu de pedra                                                          | Inv.  | Segle XVII                   | Sant Martin de Londras Darrere de l'absis de l'església | 43° 47′ 29″ N, 3° 43′ 52″ E / 43.7914°N,3.731°E                      | PA00103700 | Creu de pedra · Vegeu més fotos d'aquest monument · Carregueu una nova foto d'aquest monument                                                          |
| Casa-taller de l'escultor Paul Dardé                                   | Inv.  | Segle XX                     | Sant Maurise de Navacèlas RD 130                        | 43° 50′ 54″ N, 3° 31′ 12″ E / 43.8484°N,3.5199°E                     | PA34000031 | Carregueu una nova foto d'aquest monument |
| Església                                                               | Cat.  | Segles XIII-XIV              | Sant Pargòli                                            | 43° 31′ 43″ N, 3° 31′ 07″ E / 43.5285°N,3.5185°E                     | PA00103704 | Església · Vegeu més fotos d'aquest monument · Carregueu una nova foto d'aquest monument                                                               |
| Antic priorat Saint-Michel de Grandmont                                | Inv.  | Segles XII-XIII              | Sant Privat                                             | 43° 44′ 02″ N, 3° 22′ 10″ E / 43.733942°N,3.369583°E                 | PA00103713 | Antic priorat Saint-Michel de Grandmont · Vegeu més fotos d'aquest monument · Carregueu una nova foto d'aquest monument                                |
| Església Notre-Dame-des-Salces                                         | Inv.  | Segles XI-XII                | Sant Privat Salces                                      | 43° 45′ 21″ N, 3° 26′ 11″ E / 43.755861°N,3.436478°E                 | PA00103712 | Església Notre-Dame-des-Salces · Vegeu més fotos d'aquest monument · Carregueu una nova foto d'aquest monument                                         |
| Dolmen del Belvédère                                                   | Cat.  |                              | Sant Privat Grandmont                                   | 43° 43′ 57″ N, 3° 22′ 03″ E / 43.7325°N,3.3675°E                     | PA00103711 | Dolmen del Belvédère · Vegeu més fotos d'aquest monument · Carregueu una nova foto d'aquest monument                                                   |
| Creu de terme                                                          | Inv.  | Segle XVIII                  | Sòrbs                                                   | 43° 53′ 24″ N, 3° 24′ 01″ E / 43.8899°N,3.4002°E                     | PA00103731 | Carregueu una nova foto d'aquest monument |
| Castell                                                                | Inv.  | Segle XVI                    | Sòrbs                                                   | 43° 53′ 34″ N, 3° 24′ 27″ E / 43.892842°N,3.407401°E                 | PA00103730 | Carregueu una nova foto d'aquest monument |
| Antic castell o torre de l'Homenatge                                   | Inv.  | Segles XII-XIII              | Sobès                                                   | 43° 46′ 00″ N, 3° 20′ 49″ E / 43.766649°N,3.34693°E                  | PA00103732 | Antic castell o torre de l'Homenatge · Vegeu més fotos d'aquest monument · Carregueu una nova foto d'aquest monument                                   |
| Església Sainte-Bandille                                               | Inv.  | Segle XII                    | Somont                                                  | 43° 43′ 39″ N, 3° 21′ 17″ E / 43.727414°N,3.354703°E                 | PA00103734 | Església Sainte-Bandille · Vegeu més fotos d'aquest monument · Carregueu una nova foto d'aquest monument                                               |
| Dolmen de Coste Rouge                                                  | Cat.  |                              | Somont Grandmont                                        | 43° 43′ 57″ N, 3° 22′ 03″ E / 43.7325°N,3.3675°E                     | PA00103733 | Dolmen de Coste Rouge · Vegeu més fotos d'aquest monument · Carregueu una nova foto d'aquest monument                                                  |
| Església parroquial                                                    | Inv.  | Segles XII-XIII              | Vendemian                                               | 43° 34′ 50″ N, 3° 33′ 42″ E / 43.58068°N,3.56155°E                   | PA00103743 | Església parroquial · Vegeu més fotos d'aquest monument · Carregueu una nova foto d'aquest monument                                                    |
| Església parroquial Notre-Dame de l'Assomption                         | Inv.  | Segle xix                    | La Fatura                                               | 43° 36′ 36″ N, 3° 24′ 03″ E / 43.609944°N,3.400708°E                 | PA34000079 | Església parroquial Notre-Dame de l'Assomption · Vegeu més fotos d'aquest monument · Carregueu una nova foto d'aquest monument                         |
| Manufactura                                                            | Inv.  | Segle XVII                   | La Fatura                                               | 43° 36′ 37″ N, 3° 24′ 02″ E / 43.610285°N,3.400623°E                 | PA00103759 | Manufactura · Vegeu més fotos d'aquest monument · Carregueu una nova foto d'aquest monument                                                            |
| Castell de Cambous                                                     | Inv.  | Segles XVI-XVII              | Viòus en la Val                                         | 43° 45′ 15″ N, 3° 43′ 32″ E / 43.754167°N,3.725556°E                 | PA00103762 | Castell de Cambous · Vegeu més fotos d'aquest monument · Carregueu una nova foto d'aquest monument                                                     |